# .ke
‎.ke‏ دامنه اینترنتی اختصاص داده شده به کشور کنیا است.